# Doreen Waka
Doreen Waka (* 13. November 1994) ist eine kenianische Leichtathletin, die sich auf den Sprint spezialisiert hat.

## Sportliche Laufbahn
Erste internationale Erfahrungen sammelte Doreen Waka bei den World Athletics Relays 2021 im polnischen Chorzów, bei denen sie mit der kenianischen 4-mal-200-Meter-Staffel mit neuem Landesrekord von 1:38,26 min den fünften Platz belegte.

## Persönliche Bestzeiten
- 100 Meter: 12,00 s (−2,2 m/s), 12. März 2021 in Nairobi
- 200 Meter: 25,21 s, 28. Februar 2021 in Nairobi